# Copa ACLAV 2010
La Copa ACLAV de 2010 fue la sexta edición de la segunda competencia nacional más importante a nivel de clubes de vóley masculino en la Argentina. Se disputó del 14 de octubre al de 2010. La copa se jugó con cuatro grupos de tres equipos cada uno.
El campeón fue Boca Río Uruguay Seguros que derrotó en la final a La Unión de Formosa y logró su primer título.

## Equipos participantes
| Club                        | Localidad                           |
| --------------------------- | ----------------------------------- |
| Boca Río Uruguay Seguros    | Ciudad de Buenos Aires              |
| Buenos Aires Unidos         | Mar del Plata, Buenos Aires         |
| Drean Bolívar               | Bolívar, Buenos Aires               |
| Chubut Volley               | Trelew, Chubut                      |
| Gigantes del Sur            | Neuquén, Neuquén                    |
| Instituto Carlos Pellegrini | San Miguel de Tucumán, Tucumán      |
| La Unión de Formosa         | Formosa, Formosa                    |
| Pescadores de Gualeguaychú  | Gualeguaychú, Entre Ríos            |
| PSM Vóley                   | Puerto General San Martín, Santa Fe |
| Sarmiento Santana Textiles  | Resistencia, Chaco                  |
| SOS Villa María             | Villa María, Córdoba                |
| UPCN Vóley                  | San Juan, San Juan                  |

## Formato de competencia
Los doce equipos participantes se dividieron en cuatro grupos de tres equipos cada uno. Dentro de cada grupo se enfrentaron todos contra todos tres veces, enfrentándose primero todos en el estadio de uno de los equipos, luego en el estadio de otro y finalmente en el estadio del restante. Los mejores de cada grupo avanzaron de ronda.
| Zona 1 - Club de Pescadores de Gualeguaychú - Boca Río Uruguay Seguros - Drean Bolívar | Zona 2 - PSM Vóley - SOS Villa María Vóley - UPCN San Juan Vóley | Zona 3 - Gigantes del Sur - Buenos Aires Unidos - Chubut Volley | Zona 4 - Sarmiento Vóley - Instituto Carlos Pellegrini - La Unión de Formosa |

En la segunda ronda se emparejaron los equipos en semifinales y los perdedores de éstas disputaron el encuentro por el tercer lugar, los ganadores disputaron la final por el título.

## Primera fase

### Zona 1
| Pos. | Equipo                     | Pts | Partidos | Partidos | Partidos | Sets | Sets |
| Pos. | Equipo                     | Pts | PJ       | PG       | PP       | SG   | SP   |
| ---- | -------------------------- | --- | -------- | -------- | -------- | ---- | ---- |
| 1.º  | Boca Río Uruguay Seguros   | 13  | 6        | 5        | 1        | 17   | 9    |
| 2.º  | Drean Bolívar              | 12  | 6        | 4        | 2        | 15   | 9    |
| 3.º  | Pescadores de Gualeguaychú | 1   | 6        | 0        | 6        | 4    | 18   |

|  |                            |
|  | Clasificado a semifinales. |

| Fecha          | Local         | Resul | Visitante     | Estadio                               | Set 1 | Set 2 | Set 3 | Set 4 | Set 5 |
| -------------- | ------------- | ----- | ------------- | ------------------------------------- | ----- | ----- | ----- | ----- | ----- |
| 14 de octubre  | Pescadores    | 0 - 3 | Boca RUS      | Carrozas de la Comparsa, Gualeguaychú | 22-25 | 19-25 | 15-25 |       |       |
| 15 de octubre  | Boca RUS      | 3 - 1 | Drean Bolívar | Carrozas de la Comparsa, Gualeguaychú | 25-20 | 18-25 | 25-20 | 25-22 |       |
| 16 de octubre  | Pescadores    | 1 - 3 | Drean Bolívar | Carrozas de la Comparsa, Gualeguaychú | 14-25 | 22-25 | 25-22 | 19-25 |       |
| 19 de octubre  | Boca RUS      | 2 - 3 | Drean Bolívar | Concepción del Uruguay                | 16-25 | 21-25 | 25-20 | 25-21 | 13-15 |
| 20 de octubre  | Drean Bolívar | 3 - 0 | Pescadores    | Concepción del Uruguay                | 25-13 | 25-21 | 25-16 |       |       |
| 21 de octubre  | Boca RUS      | 3 - 1 | Pescadores    | Concepción del Uruguay                | 21-25 | 25-22 | 25-19 | 25-22 |       |
| 5 de noviembre | Drean Bolívar | 2 - 3 | Boca RUS      | Club Náutico Hacoaj, Tigre            | 25-19 | 24-26 | 20-25 | 25-23 | 12-15 |
| 6 de noviembre | Boca RUS      | 3 - 2 | Pescadores    | Club Náutico Hacoaj, Tigre            | 16-25 | 25-17 | 27-29 | 31-29 | 15-11 |
| 7 de noviembre | Drean Bolívar | 3 - 0 | Pescadores    | Club Náutico Hacoaj, Tigre            | 25-20 | 25-17 | 25-21 |       |       |

### Zona 2
| Pos. | Equipo              | Pts | Partidos | Partidos | Partidos | Sets | Sets |
| Pos. | Equipo              | Pts | PJ       | PG       | PP       | SG   | SP   |
| ---- | ------------------- | --- | -------- | -------- | -------- | ---- | ---- |
| 1.º  | UPCN San Juan Vóley | 17  | 6        | 6        | 0        | 18   | 3    |
| 2.º  | SOS Villa María     | 10  | 6        | 3        | 3        | 12   | 9    |
| 3.º  | PSM Vóley           | 0   | 6        | 0        | 6        | 0    | 18   |

|  |                            |
|  | Clasificado a semifinales. |

| Fecha          | Local               | Resul | Visitante           | Estadio                            | Set 1 | Set 2 | Set 3 | Set 4 | Set 5 |
| -------------- | ------------------- | ----- | ------------------- | ---------------------------------- | ----- | ----- | ----- | ----- | ----- |
| 14 de octubre  | PSM Vóley           | 0 - 3 | SOS Villa María     | Gimnasio Paraná, Puerto San Martín | 23-25 | 23-25 | 21-25 |       |       |
| 15 de octubre  | SOS Villa María     | 2 - 3 | UPCN San Juan Vóley | Gimnasio Paraná, Puerto San Martín | 28-26 | 25-23 | 23-25 | 18-25 | 12-15 |
| 16 de octubre  | PSM Vóley           | 0 - 3 | UPCN San Juan Vóley | Gimnasio Paraná, Puerto San Martín |       |       |       |       |       |
| 17 de octubre  | UPCN San Juan Vóley | 3 - 0 | PSM Vóley           | Paraná, Entre Ríos                 | 25-15 | 25-16 | 25-17 |       |       |
| 19 de octubre  | SOS Villa María     | 0 - 3 | UPCN San Juan Vóley | Paraná, Entre Ríos                 | 22-25 | 24-26 | 23-25 |       |       |
| 20 de octubre  | SOS Villa María     | 3 - 0 | PSM Vóley           | Paraná, Entre Ríos                 | 25-16 | 25-20 | 25-22 |       |       |
| 5 de noviembre | UPCN San Juan Vóley | 3 - 0 | PSM Vóley           | Aldo Cantoni, San Juan             |       |       |       |       |       |
| 6 de noviembre | PSM Vóley           | 0 - 3 | SOS Villa María     | Aldo Cantoni, San Juan             | 20-25 | 14-25 | 22-25 |       |       |
| 7 de noviembre | UPCN San Juan Vóley | 3 - 1 | SOS Villa María     | Aldo Cantoni, San Juan             | 18-25 | 25-21 | 25-15 | 26-24 |       |

### Zona 3
| Pos. | Equipo              | Pts | Partidos | Partidos | Partidos | Sets | Sets |
| Pos. | Equipo              | Pts | PJ       | PG       | PP       | SG   | SP   |
| ---- | ------------------- | --- | -------- | -------- | -------- | ---- | ---- |
| 1.º  | Buenos Aires Unidos | 18  | 6        | 6        | 0        | 18   | 1    |
| 2.º  | Gigantes del Sur    | 7   | 6        | 3        | 3        | 9    | 13   |
| 3.º  | Chubut Volley       | 2   | 6        | 0        | 6        | 5    | 18   |

|  |                            |
|  | Clasificado a semifinales. |

| Fecha          | Local               | Resul | Visitante           | Estadio                                                     | Set 1 | Set 2 | Set 3 | Set 4 | Set 5 |
| -------------- | ------------------- | ----- | ------------------- | ----------------------------------------------------------- | ----- | ----- | ----- | ----- | ----- |
| 14 de octubre  | Gigantes del Sur    | 0 - 3 | Buenos Aires Unidos | Polideportivo Municipal, Monte Hermoso                      | 22-25 | 15-25 | 23-25 |       |       |
| 15 de octubre  | Buenos Aires Unidos | 3 - 0 | Chubut Volley       | Polideportivo Municipal, Monte Hermoso                      | 25-15 | 25-21 | 25-19 |       |       |
| 16 de octubre  | Gigantes del Sur    | 3 - 2 | Chubut Volley       | Polideportivo Municipal, Monte Hermoso                      |       |       |       |       | 15-9  |
| 19 de octubre  | Gigantes del Sur    | 3 - 2 | Chubut Volley       | «Coloso de Parque Luro», Estadio Once Unidos, Mar del Plata | 23-25 | 25-22 | 25-23 | 22-25 | 18-16 |
| 20 de octubre  | Buenos Aires Unidos | 3 - 0 | Chubut Volley       | «Coloso de Parque Luro», Estadio Once Unidos, Mar del Plata | 25-17 | 25-23 | 25-21 |       |       |
| 21 de octubre  | Buenos Aires Unidos | 3 - 0 | Gigantes del Sur    | «Coloso de Parque Luro», Estadio Once Unidos, Mar del Plata | 25-20 | 25-14 | 25-20 |       |       |
| 5 de noviembre | Chubut Volley       | 1 - 3 | Buenos Aires Unidos | Estadio Municipal, Trevelin                                 | 21-25 | 25-23 | 22-25 | 20-25 |       |
| 6 de noviembre | Buenos Aires Unidos | 3 - 0 | Gigantes del Sur    | Estadio Municipal, Trevelin                                 | 25-23 | 25-21 | 25-21 |       |       |
| 7 de noviembre | Chubut Volley       | 0 - 3 | Gigantes del Sur    | Estadio Municipal, Trevelin                                 | 21-25 | 20-25 | 18-25 |       |       |

### Zona 4
| Pos. | Equipo                      | Pts | Partidos | Partidos | Partidos | Sets | Sets |
| Pos. | Equipo                      | Pts | PJ       | PG       | PP       | SG   | SP   |
| ---- | --------------------------- | --- | -------- | -------- | -------- | ---- | ---- |
| 1.º  | La Unión de Formosa         | 14  | 6        | 4        | 2        | 16   | 12   |
| 2.º  | Sarmiento Vóley             | 10  | 6        | 4        | 2        | 14   | 10   |
| 3.º  | Instituto Carlos Pellegrini | 3   | 6        | 1        | 5        | 3    | 16   |

|  |                            |
|  | Clasificado a semifinales. |

| Fecha          | Local                       | Resul | Visitante                   | Estadio                                           | Set 1 | Set 2 | Set 3 | Set 4 | Set 5 |
| -------------- | --------------------------- | ----- | --------------------------- | ------------------------------------------------- | ----- | ----- | ----- | ----- | ----- |
| 14 de octubre  | La Unión de Formosa         | 2 - 3 | Sarmiento Vóley             | Polideportivo Cincuentenario, Formosa             | 19-25 | 25-23 | 25-21 | 19-25 | 16-18 |
| 15 de octubre  | Sarmiento Vóley             | 3 - 0 | Instituto Carlos Pellegrini | Polideportivo Cincuentenario, Formosa             | 25-23 | 25-16 | 25-19 |       |       |
| 16 de octubre  | La Unión de Formosa         | 3 - 0 | Instituto Carlos Pellegrini | Polideportivo Cincuentenario, Formosa             |       |       |       |       |       |
| 19 de octubre  | Sarmiento Vóley             | 3 - 0 | Instituto Carlos Pellegrini | Alejo Gronda, Resistencia                         | 25-21 | 25-19 | 25-17 |       |       |
| 20 de octubre  | La Unión de Formosa         | 3 - 0 | Instituto Carlos Pellegrini | Alejo Gronda, Resistencia                         | 25-22 | 25-17 | 25-19 |       |       |
| 21 de octubre  | Sarmiento Vóley             | 1 - 3 | La Unión de Formosa         | Alejo Gronda, Resistencia                         | 21-25 | 21-25 | 18-25 | 17-25 |       |
| 5 de noviembre | Instituto Carlos Pellegrini | 0 - 3 | La Unión de Formosa         | Complejo Deportivo Tucumán, San Miguel de Tucumán | 14-25 | 22-25 | 22-25 |       |       |
| 6 de noviembre | La Unión de Formosa         | 2 - 3 | Sarmiento Vóley             | Complejo Deportivo Tucumán, San Miguel de Tucumán |       |       |       |       | 14-16 |
| 7 de noviembre | Instituto Carlos Pellegrini | 3 - 1 | Sarmiento Vóley             | Complejo Deportivo Tucumán, San Miguel de Tucumán | 25-22 | 29-27 | 24-26 | 25-20 |       |

## Segunda fase
|  | Semifinales              | Semifinales |                     |                          | Final               | Final        |  |
|  |                          |             |                     |                          |                     |              |  |
|  |                          |             |                     |                          |                     |              |  |
|  | Boca Río Uruguay Seguros | 3           |                     |                          |                     |              |  |
|  | Boca Río Uruguay Seguros | 3           |                     |                          |                     |              |  |
|  | UPCN San Juan Vóley      | 2           |                     |                          |                     |              |  |
|  | UPCN San Juan Vóley      | 2           |                     | Boca Río Uruguay Seguros | 3                   |              |  |
|  |                          |             |                     | Boca Río Uruguay Seguros | 3                   |              |  |
|  |                          |             | La Unión de Formosa | 2                        |                     |              |  |
|  | Buenos Aires Unidos      | 1           | La Unión de Formosa | 2                        |                     |              |  |
|  | Buenos Aires Unidos      | 1           |                     |                          |                     |              |  |
|  | La Unión de Formosa      | 3           |                     |                          | Tercer lugar        | Tercer lugar |  |
|  | La Unión de Formosa      | 3           |                     |                          | Tercer lugar        | Tercer lugar |  |
|  |                          |             |                     |                          |                     |              |  |
|  |                          |             |                     |                          | Buenos Aires Unidos | 3            |  |
|  |                          |             |                     |                          | Buenos Aires Unidos | 3            |  |
|  |                          |             |                     |                          | UPCN San Juan Vóley | 1            |  |
|  |                          |             |                     |                          | UPCN San Juan Vóley | 1            |  |
|  |                          |             |                     |                          |                     |              |  |

### Semifinales
| Fecha           | Local               | Resul | Visitante           | Estadio                            | Set 1 | Set 2 | Set 3 | Set 4 | Set 5 |
| --------------- | ------------------- | ----- | ------------------- | ---------------------------------- | ----- | ----- | ----- | ----- | ----- |
| 10 de noviembre | Boca RUS            | 3 - 2 | UPCN San Juan Vóley | CEDEC n.° 1, San Fernando, Bs. As. | 23-25 | 25-21 | 13-25 | 26-24 | 15-12 |
| 10 de noviembre | Buenos Aires Unidos | 1 - 3 | La Unión de Formosa | CEDEC n.° 1, San Fernando, Bs. As. | 25-17 | 18-25 | 20-25 | 27-29 |       |

### Tercer puesto
| Fecha           | Local               | Resul | Visitante           | Estadio                            | Set 1 | Set 2 | Set 3 | Set 4 | Set 5 |
| --------------- | ------------------- | ----- | ------------------- | ---------------------------------- | ----- | ----- | ----- | ----- | ----- |
| 11 de noviembre | UPCN San Juan Vóley | 1 - 3 | Buenos Aires Unidos | CEDEC n.° 1, San Fernando, Bs. As. | 25-23 | 27-29 | 24-26 | 25-27 |       |

### Final
| Fecha           | Local    | Resul | Visitante           | Estadio                            | Set 1 | Set 2 | Set 3 | Set 4 | Set 5 |
| --------------- | -------- | ----- | ------------------- | ---------------------------------- | ----- | ----- | ----- | ----- | ----- |
| 11 de noviembre | Boca RUS | 3 - 2 | La Unión de Formosa | CEDEC n.° 1, San Fernando, Bs. As. | 23-25 | 14-25 | 25-22 | 25-21 | 15-10 |

Campeón
Boca Río Uruguay Seguros
Primer título